# Zatyki (Nisko)
Zatyki – część miasta Nisko w województwie podkarpackim, w powiecie niżańskim, w gminie miejsko-wiejskiej Nisko. Leży na samym południu miasta, przy granicy z Nowosielcem. Znajduje się tu siedziba Leśnictwa Zatyki w Nadleśnictwie Rudnik.